# 藤本眞克
藤本 眞克（ふじもと まさかつ、1948年3月 - ）は、日本の天文学者。国立天文台名誉教授。専門は、重力波天文学、宇宙計量学。海野和三郎の弟子で、理学博士である。

## プロフィール
山口県山口市出身。1970年東京大学理学部卒業。1977年東大大学院理学研究科博士課程修了。理学博士。論文の題は「かにパルサーからの重力波」。  
東大宇宙線研究所研究員、東京天文台助手を経て、1986年東京天文台助教授となる。その間1978年 - 1979年ローマ大学客員研究員、1984年 - 1985年シュトゥットガルト大学客員研究員。

## 研究課題
- 観測装置に要求される高感度かつ高安定に運転するための開発的研究
- 銀河系周辺の重力波現象探査の観測運転

いずれの研究も高感度レーザー干渉計による重力波検出装置であるTAMA300を用いて行われている。

## 著書
- 『重力波天文学への招待』（日本放送出版協会　NHKブックス　1994年）
- 『重力波を求めて』（培風館）